# Генерал (Румыния)
Генерал (рум. General) — воинское звание в Сухопутных войсках и в Военно-воздушных силах Румынии. Соответствует званию «Адмирал» в ВМС Румынии. Является «четырёхзвездным» званием (по применяемой в НАТО кодировке — OF-9).

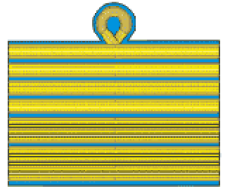
Нарукавный знак различия Генерала Военно-воздушных сил.

Некоторые продолжают называть его генерал армии.

## История
Было установлено в 2004 году вместо звания генерала армии. Четвёртое по старшинству генеральское звание в ВС Румынии (выше — звание маршала; ниже — бригадный генерал, генерал-майор и генерал-лейтенант).
Знаки различия — погоны с четырьмя большими золотыми звездами в ряд.

## Список генералов
В скобках указываются имя и фамилия на румынском языке. Несмотря на изменение системы генеральских званий в 2004 году, корпусному генералу в резерве Г.-И. Дэнеску (в 2002 году) и корпусному генералу в отставке Д. Пенчуку (в 2003 году) было присвоено звание генерала армии:
1. 2001 — Букше, Георге (Bucșe Gheorghe)
2. 2002 (посмертно) — Шкиопу, Николае (Șchiopu Nicolae) (1933—2002)
3. 2003 — Пэштиникэ, Николае (Păștinică Nicolae)
4. 2004 — Арсение, Валентин (Arsenie Valentin) (1926—2007)
5. 2004 — Бэдэлан, Эуджен (Bădălan Eugen) (р. 1951)
6. 2004 — Бэрлою, Виорел (Bârloiu Viorel) (р. 1951)
7. 2004 — Гицаш, Иоан-Гаврил (Ghițaș Ioan-Gavril)
8. 2004 — Илиеску, Думитру (Iliescu Dumitru) (р. 1956)
9. 2004 — Костаке, Тибериу (Costache Tiberiu)
10. 2004 — Кэндя, Василе (Cândea Vasile) (р. 1932)
11. 2004 — Попеску, Ион (Popescu Ion)
12. 2004 — Рус, Иосиф (Rus Iosif) (р. 1936)
13. 2005 — Апостол, Василе (Apostol Vasile) (р. 1948)
14. 2005 — Гойя, Никулае (Goia Niculaie) (р. 1952)
15. 2005 — Медар, Сергиу (Medar Sergiu) (р. 1948)
16. 2005 — Ротару, Георге (Rotaru Gheorghe) (р. 1947)
17. 2005 — Ротару, Константин (Rotaru Constantin)
18. 2005 — Тэнасе, Тудор (Tănase Tudor) (р. 1947)
19. 2005 — Кириак, Дан (Chiriac Dan) (р. 1950)
20. 2007 — Катрина, Георге (Catrina Gheorghe) (р. 1953)
21. 2008 — Георге, Константин (Gheorghe Constantin) (р. 1947)
22. 2008 — Григораш, Георге (Grigoraș Gheorghe)
23. 2008 — Замфир, Думитру (Zamfir Dumitru) (р. 1954)
24. 2008 — Илиеску, Михай (Iliescu Mihai)
25. 2008 — Орзяцэ, Михаил (Orzeață Mihail) (р. 1951)
26. 2008 — Силион, Костикэ (Silion Costică) (р. 1955)
27. 2008 — Келару, Мирча (Chelaru Mircea) (р. 1949)
28. 2009 — Магдалена, Ион (Magdalena Ion)
29. 2009 — Мокану, Мирча (Mocanu Mircea) (р. 1927)
30. 2009 — Опря, Габриел (Oprea Gabriel) (р. 1961)
31. 2009 — Халик, Теодор (Halic Teodor)
32. 2011 — Оприш, Марчел (Opriș Marcel) (р. 1958)
33. 2011 — Опришор, Ион (Oprișor Ion) (р. 1955)
34. 2011 — Пахонцу, Лучан (Pahonțu Lucian) (р. 1964)
35. 2011 — Предою, Силвиу (Predoiu Silviu) (р. 1958)
36. 2011 — Станчу, Ион-Аурел (Stanciu Ion-Aurel) (р. 1955)

В ВМФ Румынии званию генерала соответствует звание адмирала (рум. Amiral), а в полиции — звание квестор-генерала полиции (рум. Chestor general de poliție).
Список «четырехзвёздных» квестор-генералов полиции:
1. 2004 — Арделеан, Виргил (Ardelean Virgil) (р. 1950)
2. 2004 — Берекет, Николае (Berechet Nicolae) (р. 1948)
3. 2006 — Андрееску, Анджел (Andreescu Anghel) (р. 1950)

Список «четырехзвёздных» адмиралов (с 2001 г.):
1. 2004 — Руденку, Корнелиу (Rudencu Corneliu) (р.1947)
2. 2006 — Анджелеску, Георге (Anghelescu Gheorghe) (1934—2008)
3. 2006 — Марин, Георге (Marin Gheorghe) (р. 1952)
4. 2008 — Атанасиу, Траян (Atanasiu Traian) (р. 1947)